# Neozelia alini
Neozelia alini är en tvåvingeart som beskrevs av Guimaraes 1975. Neozelia alini ingår i släktet Neozelia och familjen parasitflugor. Inga underarter finns listade i Catalogue of Life.